# Шелковка (Московская область)
Шелко́вка — деревня в Рузском районе Московской области России. Расположена на Можайском шоссе А100. Входит в состав муниципального образования «Сельское поселение Дороховское». Ранее относилась к Космодемьянскому сельскому округу.

## Физико-географическая характеристика

### Географическое положение
Деревня Шелковка расположена южнее посёлка Дорохово и имеет общую границу с ним. Через Шелковку проходят две дороги: Можайское шоссе и Первомайская улица. Северная граница Шелковки проходит вдоль Белорусского направления МЖД, далее — граничит с СНТ «Дорохово» (на северо-западе и западе). На юге Шелковка граничит с СНТ «Асбестоцемент», на востоке граница проходит вдоль Первомайской улицы. Общая граница с Дорохово — перекрёсток Первомайской и Московской улиц.
Вся территория деревни Шелковка только на 50% застроена участками и домами. Остальное — поля и территория завода LG.

### Гидрография
В центре Шелковки, на границе с Дорохово, расположен Шелковский пруд.
Через центральную часть, в поле Шелковки, с востока на запад (к Зуевке) протекает Шелковский ручей. В настоящее время он ограничен территорией завода LG и поэтому имеет два участка: верхний (от Первомайской улицы до завода) и нижний (от завода, через СНТ «Дорохово» до слияния с Зуевкой).

### Растительность
Шелковка практически вся расположена в поле. Только западная часть (участки на улице Мира) касаются лесного массива.
В поле встречаются многие представители лугов средней полосы России: злаки (ежа, пырей, тимофеевка и пр.) и некоторые цветковые (ромашки, клевер, колокольчики, лютик,васильки и пр.)
В северной части Шелковки, вдоль Можайского шоссе произрастают берёзы и тополя.

### Животный мир
Представители орнитофауны окрестностей Шелковки совпадают с полевой орнитофауной средней полосы России. В больших количествах встречаются дрозды, сороки, стрижи. В лесу (западнее Шелковки) обитают кукушки, дятлы, зяблики, совы, лазоревки и поползни.
В лесах окрестностей Шелковки обитают белки (в лесу), полёвки, зайцы (в лесу), ежи, кроты, землеройки.

## Промышленность
В деревне Шелковка работает одно промышленное предприятие — завод LG Electronics. Открыт 5 сентября 2006 года. Является одним из крупных заводов по сборке бытовой техники в Европе. Завод строился менее чем 1,5 года (с конца апреля 2005).
Промышленные корпуса/выпуск продукции:
- «А» — плазменные и ЖК телевизоры; домашние кинотеатры; мониторы;
- «В» — бытовая техника (стиральные машины, холодильники и установки, прочее);
- «S1» — производство и сборка комплектующих;
- «S2» — производство и сборка комплектующих.

В настоящее время на заводе LG работают более 1,5 тысячи сотрудников.

## Дачные посёлки
Деревня Шелковка — населенный пункт в окружении застройки дачными участками.
- СНТ «Дорохово». Дачный посёлок расположен западнее Шелковки. Ранее здесь проходила дорога Дорохово — Шелковка — Гранина — Землино.
- СНТ «Асбестоцемент». В настоящее время в «Асбестоцемент» насчитывается около 50 дачных участков. Садоводческое товарищество зарегистриовано в 1995 году.
- СНТ «Ручеёк». В настоящее время насчитывает 43 дачных участка. Садоводческое товарищество расположено на Можайском шоссе, на берегу реки Зуевка (в связи с расположением дачный посёлок назван как «Ручеёк»).

## Транспорт

### Железнодорожный транспорт
Шелковка находится на перегоне «Партизанская» — «Дорохово» на 89 км Смоленского направления МЖД. В связи с данной ситуацией шелковчанам и дачникам приходится пешком добираться либо до станции Дорохово, либо до платформы Партизанская (жители западной части).
Со станции Дорохово следуют экспрессы до Москвы, электропоезда из Можайска, Гагарина. В обратном направлении следует те же электропоезда. Среднее время проезда до Белорусского вокзала — 95 минут (на экспрессе «РЭКС» — 70 минут).
Станция Дорохово до 1917 года именовалась Шелковкой.

### Автобусное сообщение
В Шелковке расположено три автобусные остановки:
- «Шелковка» (на Можайском шоссе) — №53
- «Шелковка»[2] (на Первомайской улице) — №45 и №32
- «Дорохово» (у поста ДПС) — №457